# Черятова, Зоя Георгиевна
Зоя Георгиевна Черятова (23 ноября 1909 — 17 января 2005) — советская теннисистка и тренер по теннису.

## Биография
Родилась в 1909 году в семье ювелира Георгия Черятова.
Начала играть в теннис в Москве на кортах Центрального дома Красной армии в довольно позднем возрасте, когда ей было уже 23 года. Выступала за ЦДКА в 1932—1937 гг. и за ДСО «Спартак» с 1937 года.
Финалист чемпионата СССР (1947) в парном разряде. Чемпионка Москвы (1942 — парный разряд; 1945 — микст), финалист чемпионатов Москвы (1946 — одиночный разряд; 1943 — парный разряд). Обладательница Кубка Москвы (1938). Победительница одиночного и командного первенства Красной Армии (1936). Чемпионка ДСО «Спартак» (1944) в одиночном разряде. Входила в десятку сильнейших теннисисток СССР в 1938—1947 гг. Считалась одной из сильнейших теннисисток в парном разряде в Москве в первой половине 1940-х годов.
С 1937 года также работала детским тренером. Среди её подопечных ― Р. М. Исланова, мастер спорта СССР международного класса, чемпионка СССР и победительница Спартакиады народов СССР.
Муж — С. П. Белиц-Гейман, теннисист, Заслуженный тренер СССР, один из первых популяризаторов тенниса в СССР.
Ушла из жизни 17 января 2005 г. Похоронена на Преображенском кладбище в Москве.